# كلية الطب بجامعة غلاسكو
كلية الطب بجامعة غلاسكو (بالإنجليزية: Glasgow Medical School)‏ هي إحدى كليات تعليم الطب في المملكة المتحدة. مركز هذه الكلية الطبية هو جامعة غلاسكو. تم تأسيس هذه المدرسة رسمياً في 1751. درس الطب فيها لأول مرة في 1637.